# Paviljoen van de menselijke driften

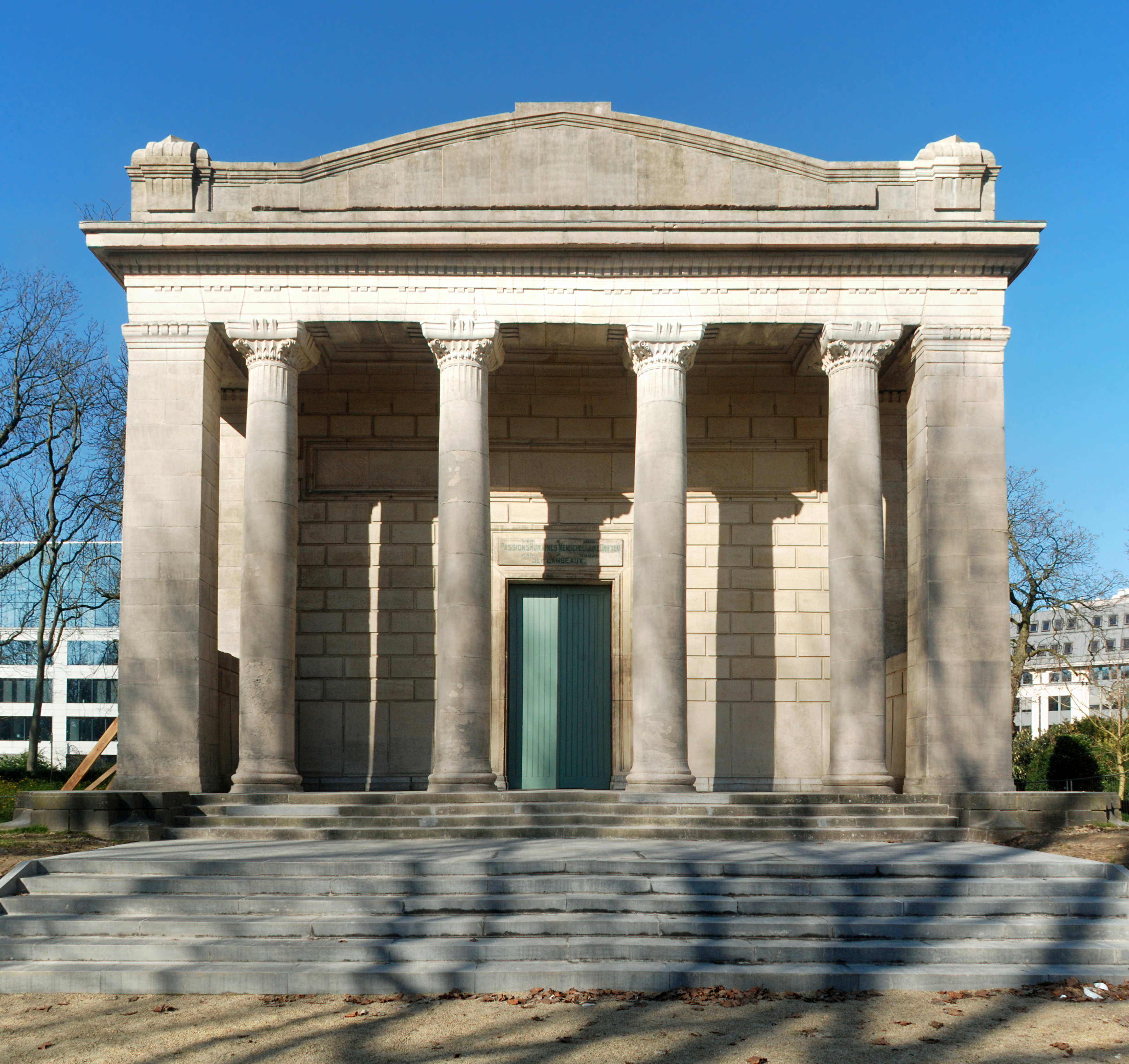
Het paviljoen

Het Paviljoen van de menselijke driften is een neoclassicistische tempietto in het Brusselse Jubelpark. Het werd gebouwd naar een ontwerp van Victor Horta uit 1890. Binnen zijn De menselijke driften te zien, een reliëf van Jef Lambeaux. Via een lichtstraat in het dak valt het daglicht van bovenuit op de sculpturen.

## Geschiedenis
Het paviljoen werd opgetrokken om De menselijke driften te herbergen, een reliëf in Carrara-marmer van Jef Lambeaux, 12 meter lang en 6 meter hoog , dat de genoegens en het leed van de mensheid verbeeldt. Bedoeling was om het klaar te krijgen voor de Wereldtentoonstelling van 1897. Leopold II kocht het werk aan en belastte zijn hofarchitect Alphonse Balat met het ontwerp, maar deze stelde voor om het over te laten aan zijn stagiair Victor Horta.
Oorspronkelijk had Horta een open voorzijde gepland. Zo was het te bezichtigen op de wereldtentoonstelling (sommige delen in gips) en bij de inauguratie op 1 oktober 1899. Lambeaux wilde zenitale belichting en liet zijn ongenoegen blijken. Als reactie liet Horta drie dagen later een houten afsluiting plaatsen achter de zuilen. In 1906 paste hij met tegenzin zijn plan aan: zijn nieuwe ontwerp voorzag in een muur en schoof de zuilen vooruit. Hij wilde niets meer te maken hebben met de uitvoering in 1909-1910. Op het fronton en de vier hoeksokkels moesten bijkomende sculpturen komen, ze zijn nooit uitgevoerd.

## Juridisch statuut

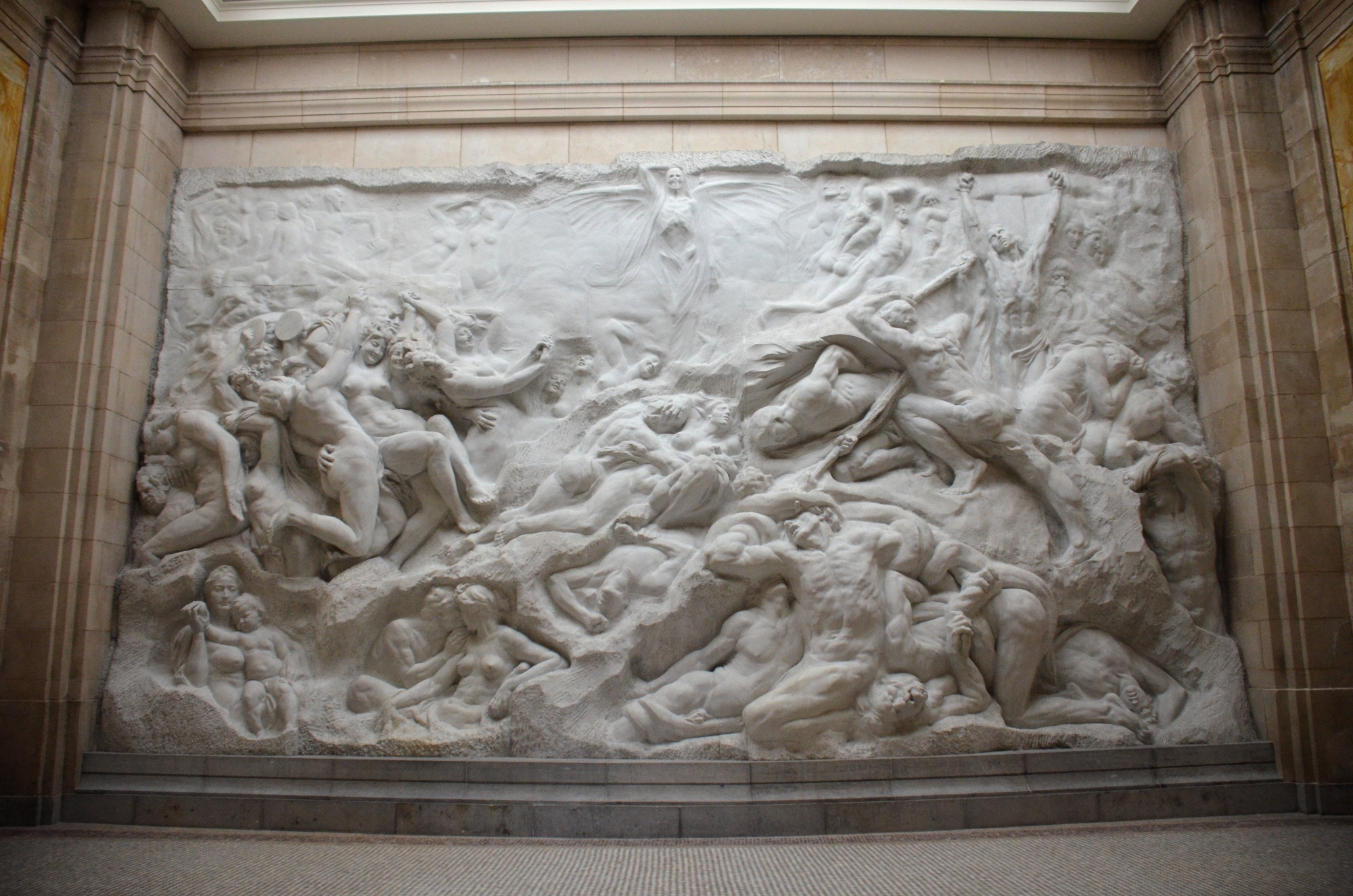
De menselijke driften van Jef Lambeaux

Het gebouw is beschermd op 18 november 1976. Drie jaar later, op 12 september 1979, trof minister van openbare werken Guy Mathot een besluit waarbij hij het paviljoen aan het Islamitisch Cultureel Centrum van België (ICC) afstond. De bedoeling was er een museum over islamitische kunst onder te brengen, na de verwijdering van het reliëf. In 1969 waren het perceel en gebouw al voor 99 jaar in erfpacht gegeven aan het ICC. De werken namen een aanvang in 1980, maar werden stilgelegd na een klacht op basis van het beschermingsbesluit. Minstens vier partijen zijn betrokken bij het paviljoen:
- Eigendom: Belgische Staat
- Erfpachter: Islamitisch Cultureel Centrum
- Onderhoud: Regie der Gebouwen
- Uitbating: Koninklijke Musea voor Kunst en Geschiedenis

## Toegankelijkheid
De uitbating werd in de jaren tachtig overgedragen aan het nabije Jubelparkmuseum, maar het gebouw takelde verder af. Lange tijd was het paviljoen beperkt toegankelijk voor het publiek (enkel op aanvraag en onder begeleiding). Daar werd een einde aan gemaakt wegens de "onveilige" staat van het gebouw, dat leed onder waterinsijpeling. Sedert 2007 was sprake van een restauratie, maar daarmee werd pas in mei 2013 een aanvang genomen. In september 2014 volgde dan de aankondiging dat het paviljoen meer permanent zou worden opengesteld vanaf de lente van 2015.
Door het complexe statuut was niet duidelijk wie verantwoordelijk was voor de niet-toegankelijkheid van het paviljoen. Er werd gespeculeerd over: 
1. onwil van koning Boudewijn;
2. de tegenkanting van de Saoedi's;
3. praktische beslommeringen (gebrek aan verwarming, sanitair en personeel).[5]

Men kan het paviljoen alleen tijdens groepsbezoeken met gids bezoeken op een beperkt aantal dagen per jaar.

## Wetenswaardig
Het was de wens van Lambeaux om begraven te worden in het paviljoen met zijn meesterwerk, maar hij kwam met de eenvoudige steen die hij had voorzien terecht op de begraafplaats van Sint-Gillis te Ukkel.